# Jerry Zigmont
Jerry Zigmont (właściwie Gerald George Zigmont, ur. 24 lutego 1958 w Bridgeport w Connecticut) – puzonista jazzowy, związany z jazzem nowoorleańskim, członek zespołu Woody Allen and his New Orleans Jazz Band, założonego przez Woodego Allena.
Naukę gry rozpoczął w wieku lat 12, następnie ukończył studia na Uniwersytecie w Connecticut, na wydziale muzyki.